# Trent (nome)
Trent  è un nome proprio di persona inglese maschile.

## Origine e diffusione

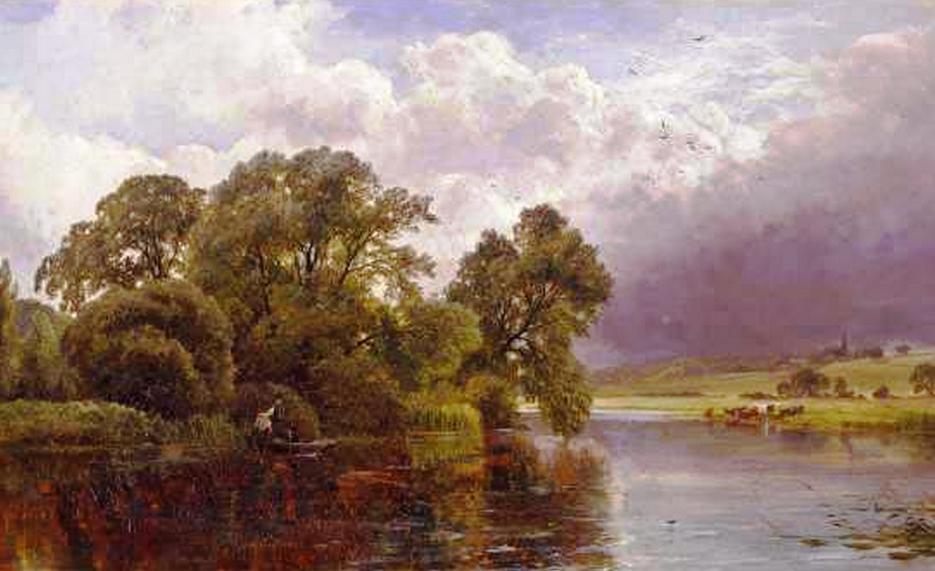
Il fiume Trent vicino a Castle Donington, in un dipinto di George Turner

Riprende il cognome inglese Trent; inizialmente, esso denotava una persona abitante lungo le rive del fiume Trent; il nome del fiume ha origini celtiche, col possibile significato di "gran viaggiatore", riferito al suo scorrere.
Va notato che Trent è anche il nome inglese della città italiana di Trento, che etimologicamente però non è correlato.

## Onomastico
Il nome è adespota, cioè non è portato da alcun santo. L'onomastico quindi si festeggia il giorno di Ognissanti, che è il 1º novembre.

## Persone

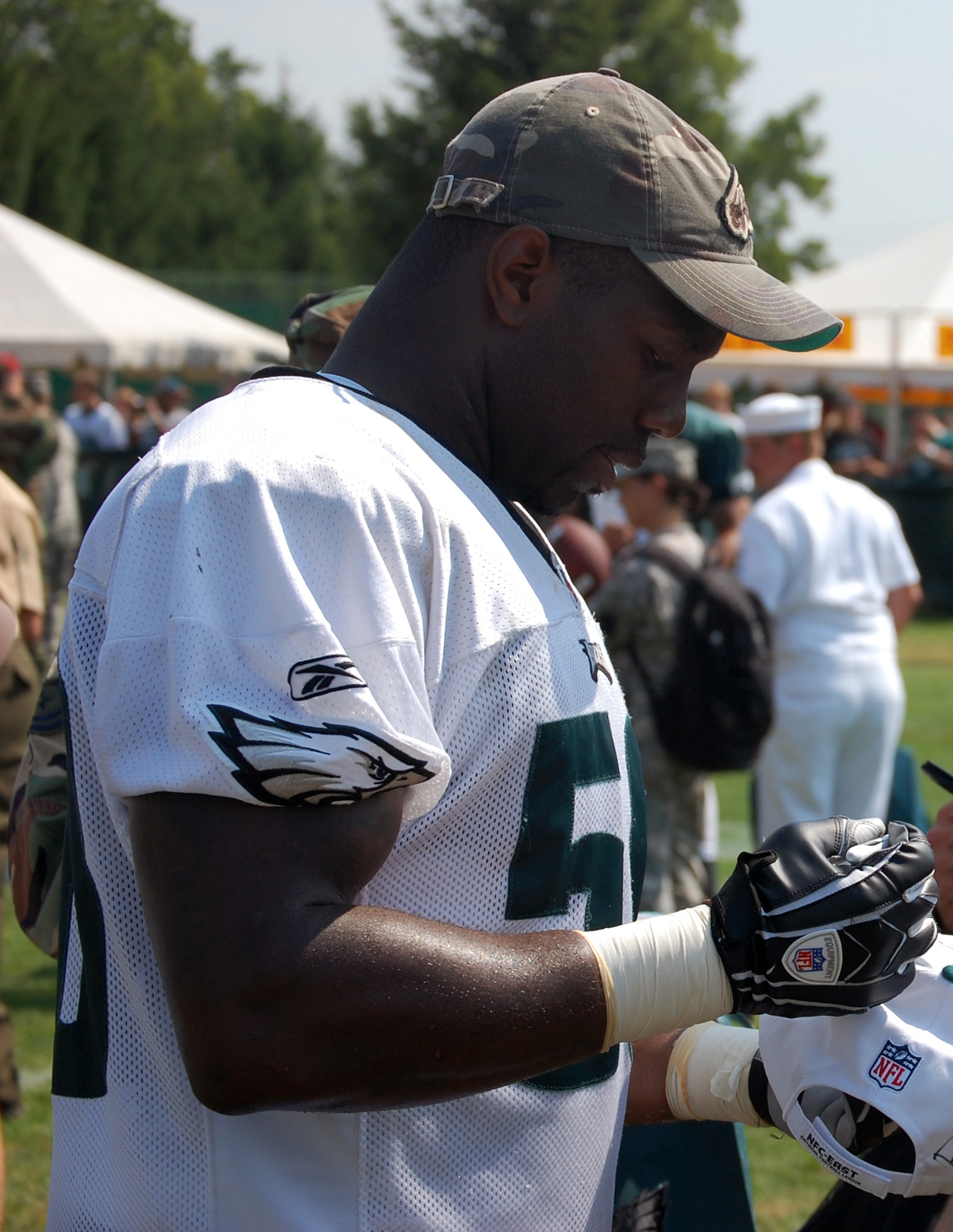
Trent Cole

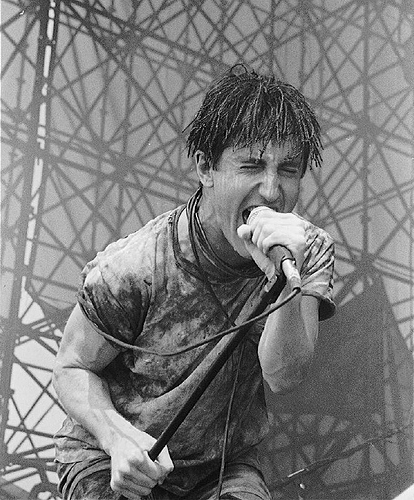
Trent Reznor

- Trent Alexander-Arnold, calciatore inglese
- Trent Cole, giocatore di football americano statunitense
- Trent Dilfer, giocatore di football americano statunitense
- Trent Edwards, giocatore di football americano statunitense
- Trent Ford, attore e modello statunitense
- Trent Franks, politico statunitense
- Trent Green, giocatore di football americano statunitense
- Trent Haaga, attore, sceneggiatore e scrittore statunitense
- Trent Lott, politico statunitense
- Trent McClenahan, calciatore australiano
- Trent Noel, calciatore trinidadiano
- Trent Plaisted, cestista statunitense
- Trent Reznor, musicista e cantante statunitense
- Trent Richardson, giocatore di football americano statunitense
- Trent Sainsbury, calciatore australiano
- Trent Strickland, cestista statunitense
- Trent Sullivan, attore australiano
- Trent Tucker, cestista statunitense
- Trent Whiting, cestista statunitense
- Trent Williams, giocatore di football americano statunitense

## Il nome nelle arti
- Trent è un personaggio della serie animata A tutto reality.